# 寡婦 (電視劇)
《寡婦》（英語：The Widow）是一部英國劇情類劇集，由哈里·威廉姆斯和傑克·威廉姆斯開創編劇，於2019年3月1日在美國亞馬遜影片首播。

## 概要
故事發生在剛果民主共和國，在丈夫因飛機失事而過世的三年之後，喬治雅·威爾斯的一個意外發現促使她探尋丈夫神秘失蹤背後的真相。

## 演員與角色
- 凱特·貝琴薩 飾演 喬治雅·威爾斯（Georgia Wells）[2][3]

- 查爾斯·丹斯[1]

- 馬修·格拉維爾（英语：Matthew Gravelle）[1]

- 阿莉克絲·金斯頓[1]

- 巴布斯·奥卢桑莫昆（英语：Babs Olusanmokun）[1]

- 傑基·伊多（英语：Jacky Ido）[1]

- 巴特·福奇[1]

- 歐拉法·達利·歐拉夫森[1]

- Réginal Kudiwu[1]

## 劇集
| 集數 | 標題 | 譯名       | 導演          | 編劇                         | 上線日期     | 英國上線日期  |
| ---- | ---- | ---------- | ------------- | ---------------------------- | ------------ | ------------- |
| 1    |      | 龍舌蘭先生 | 山姆·多諾萬   | 哈里·威廉姆斯、傑克·威廉姆斯 | 2019年3月1日 | 2019年4月8日  |
| 2    |      | 綠色獅子   | 山姆·多諾萬   | 哈里·威廉姆斯、傑克·威廉姆斯 | 2019年3月1日 | 2019年4月9日  |
| 3    |      | 生還者     | 山姆·多諾萬   | 哈里·威廉姆斯、傑克·威廉姆斯 | 2019年3月1日 | 2019年4月15日 |
| 4    |      | 薇奧萊     | 山姆·多諾萬   | 哈里·威廉姆斯、傑克·威廉姆斯 | 2019年3月1日 | 2019年4月16日 |
| 5    |      | 失去       | 奧利·布萊克本 | 哈里·威廉姆斯、傑克·威廉姆斯 | 2019年3月1日 | 2019年4月22日 |
| 6    |      | 蜘蛛與網   | 奧利·布萊克本 | 哈里·威廉姆斯、傑克·威廉姆斯 | 2019年3月1日 | 2019年4月23日 |
| 7    |      | 威爾       | 奧利·布萊克本 | 哈里·威廉姆斯、傑克·威廉姆斯 | 2019年3月1日 | 2019年4月29日 |
| 8    |      | 奈傑       | 奧利·布萊克本 | 哈里·威廉姆斯、傑克·威廉姆斯 | 2019年3月1日 | 2019年4月30日 |

## 宣傳與發行
劇集在英國ITV和美國亞馬遜影片首播，後者還將負責劇集在全球地區的發行。2019年1月，劇集發佈了第一支預告片，亞馬遜影片宣佈劇集的首播日期定於2019年3月1日。

## 資料來源
1. 1 2 3 4 5 6 7 8 9  Thomas, Gareth. . 廣播時報. 2019-01-25  [2019-01-28]. （原始内容存档于2019-01-28） （英国英语）.
2. ↑  Turchiano, Danielle; Turchiano, Danielle. . 2018-01-03  [2019-02-26]. （原始内容存档于2019-07-14） （美国英语）.
3. ↑  . The Hollywood Reporter.   [2019-02-26]. （原始内容存档于2020-11-09） （美国英语）.
4. ↑  . Amazon Prime.   [2020-07-14]. （原始内容存档于2020-07-16）.
5. ↑  Brown, Brigid. . BBC America.   [2019-02-26]. （原始内容存档于2019-04-16） （美国英语）.
6. ↑  . ComingSoon.net. 2019-01-14  [2019-02-26]. （原始内容存档于2020-09-20） （美国英语）.
7. ↑  Debnath, Neela. . Express. Northern and Shell Media. 2019-01-15  [2019-01-28]. （原始内容存档于2020-10-03） （美国英语）.

## 外部連結
- 互联网电影数据库（IMDb）上《寡婦》的资料（英文）
- 爛番茄上《寡婦》的資料（英文）